# Oscar al miglior cortometraggio commedia
L'Oscar al miglior cortometraggio commedia venne assegnato solamente dal 1932 al 1936 ai migliori cortometraggi commedia.

## Vincitori e candidati
Vengono di seguito indicati in grassetto i vincitori. Ove ricorrente e disponibile, viene indicato il titolo in lingua italiana e quello in lingua originale tra parentesi. Gli anni indicati sono quelli in cui è stato assegnato il premio e non quello in cui è stato diretto il film. 
- 1932
  - La scala musicale (The Music Box), regia di James Parrott
  - The Loud Mouth, regia di Del Lord
  - Scratch-As-Catch-Can, regia di Mark Sandrich
  - Stout Hearts and Willing Hands, regia di Bryan Foy
- 1934
  - So This Is Harris, regia di Mark Sandrich
  - A Preferred List
  - Mister Mugg, regia di James W. Horne
- 1935
  - La Cucaracha, regia di Lloyd Corrigan
  - Men in Black, regia di Ray McCarey
  - What, No Men!, regia di Ralph Staub
- 1936
  - How To Sleep, regia di Nick Grinde
  - Oh, My Nerves, regia di Del Lord